# Василица (хлеб)
Василица је обредни колач који се спрема за Српску Нову годину (Мали Божић), 1. јануара по Јулијанском, односно 14. јануара по Грегоријанском календару.

## Историјат и врсте Василица
Према Српској православној цркви тог датума се прославља спомен на Светог Василија Великог, Мали Божић и Српска Нова година. На тај дан домаћице месе василице да обрадују своје укућане и прве комшије како би цела година прошла у складу и пријатељству.
Осим назива василица овај обредни колач у неким крајевима Србије називају још и васуљица, масленица, папуљица, груваница, бараница, папреница итд.
Василице могу бити и слане и слатке и једу се топле на Мали Божић. Овај тип обредног колача у Србији се прави од киселог или лиснатог теста и најчешће прелива медом. Такође, у неким крајевима се на Мали Божић служи проја-василица, украшена на посебан начин. Домаћице би припремиле шупље гранчице зове, везане у снопић, којима би вадиле кружиће проје које се касније дају стоци како би била напредна и здрава током целе године. Василице се иначе украшавају крстом исписаним боцкањем горњег дела василице дреновим гранчицама или гранчицама зове, које се обично везују по три у снопић (Свето Тројство) црвеним концем.
Овај тип обредног колача садржи многе симболе домаћинства: зрна разних житарица, тикве, дулека, пасуља, делиће разних сувих воћних плодова и знамења здравља (комадић дреновине) итд.

## Традиционални рецепт
Василица се, у зависности од краја, прави на различите начине. Многе домаћице је праве као Божићну чесницу – према старом рецепту за домаћи хлеб.
Потребно је: килограм брашна, кашичица соли, 100 гр маргарина и око 100 гр маслаца. Замеси се еластично тесто и подели на седам до осам лоптица. Свака лоптица се оклагијом развуче у танку кору величине као дно суда у којем ће се пећи. Коре се премажу танким слојем истопљеног бутера и ређају једна на другу. Погача се стави у добро подмазани и  брашном посути суд за печење, а затим пече у загрејаној пећници на 200 степени.
У Војводини је Василица слатка као и чесница, једино што се за разлику од чеснице где се додају ораси или, пак, и слично коштуњаво воће, овде само премаже медом, који даје сласт Василици.